# Cyclirius webbianus
Cyclirius webbianus är en fjäril i familjen juvelvingar (Lycaenidae) med blåa vingar. 
Arten förekommer på Kanarieöarna (Teneriffa, La Gomera, La Palma, Gran Canaria och de mindre öarna). Denna fjäril vistas vanligen mellan 200 och 2500 meter över havet. Enstaka fynd är dokumenterade från berget Teide vid 3500 meter över havet. Habitatet utgörs av området med lite växtlighet som främst består av gräs och buskar. Områden kan vara klippiga ställen eller ödemark nära samhällen.
Fortplantningen kan ske under hela året och vid ett vist ställe hittas vanligen flera generationer samtidig. Larverna äter ofta delar av kanarieginst, Cytisus supranubius, Lotus sessilifolius, Lotus hillebrandii, Lotus glaucus, Adenocarpus viscosus och rumsginst.
För beståndet är inga hot kända. IUCN listar arten som livskraftig (LC).